# Parafia Ewangelicko-Metodystyczna w Łukcie
Parafia Ewangelicko-Metodystyczna w Łukcie – zbór metodystyczny działający w Łukcie, należący do okręgu mazurskiego Kościoła Ewangelicko-Metodystycznego w RP.
Nabożeństwa odbywają się w niedziele o godzinie 14:00.